# ۱۴۶۳ (میلادی)
۱۴۶۳ (میلادی) هزار و چهارصد و شصت و سومین سال تقویم میلادی است.